# 卡夫雷拉島國家公園
卡夫雷拉島國家公園是位於西班牙巴利亞利群島中卡夫雷拉島的一座國家公園。卡夫雷拉島國家公園的面積是100平方公里，其中海洋面積87平方公里。由於位置偏遠，參觀卡夫雷拉島國家公園的遊客較少。島上沒有常住人口。